# شرکت نفت بهران
شرکت نفت بهران شرکت پالایش نفت ایرانی است، که در بخش پایین‌دستی صنعت نفت فعالیت می‌کند. این شرکت در سال ۱۳۴۱ با سرمایه اولیه ۲۲۵ میلیون ریال و با مشارکت شرکت نفتی آمریکایی اکسان تأسیس شد.
تا پیش از انقلاب ۱۳۵۷، شرکت بهران محصولات خود را با نام تجاری اسو و تحت نظارت شرکت اکسان تولید و عرضه می‌نمود.
این شرکت، اولین پالایشگاه خود را در سال ۱۳۴۷ راه‌اندازی کرد و حوزه اصلی فعالیت آن در زمینه پالایش و تولید روغن موتور، روغن‌های صنعتی، روانکارها، ضدیخ، گریس و سایر فراورده‌های نفتی با برند بهران می‌باشد.

## سهامداران
بنیاد مستضعفان با ۳۰٪، شرکت انرژی گستر سینا با ۲۱٪ و گروه پتروشیمی تابان فردا با ۱۶٪ سهامداران عمده نفت بهران می‌باشند.
| سهامدار/دارنده                           | سهم   | درصد   |
| ---------------------------------------- | ----- | ------ |
| بنيادمستضعفان انقلاب اسلامي              | 4 B   | 30.030 |
| شركت انرژي گسترسينا-سهامي خاص-           | 3 B   | 21.140 |
| شركت گروه پتروشيمي تابان فردا-سهامي عام- | 2 B   | 15.220 |
| شركت سرمايه گذاري توسعه ملي-سهامي عام-   | 174 M | 1.450  |

## تحریم
وزارت خزانه‌داری آمریکا در ۱۸ نوامبر ۲۰۲۰ شرکت نفت بهران یکی از زیرمجموعه‌های بنیاد مستضعفین را به همراه کلیه شرکت‌های زیرمجموعه بنیاد مستضعفین که به رژیم جمهوری اسلامی فرصت می‌دهند سرکوب مستمر مردمش را دنبال کند، در لیست سیاه قرار داد و تحریم کرد.